# Olișivka, Volodarsk-Volînskîi
Olișivka (în ucraineană Олішівка) este un sat în comuna Toporîșce din raionul Volodarsk-Volînskîi, regiunea Jîtomîr, Ucraina.

## Demografie
Componența lingvistică a localității Olișivka
     Ucraineană (95,56%)
     Rusă (4,44%)
Conform recensământului din 2001, majoritatea populației localității Olișivka era vorbitoare de ucraineană (95,56%), existând în minoritate și vorbitori de rusă (4,44%).